# Eois tambora
Eois tambora là một loài bướm đêm trong họ Geometridae.